# Monjas (Gwatemala)
Monjas – miasto w południowo-wschodniej Gwatemali, w departamencie Jalapa, około 20 km na południowy wschód od stolicy departamentu, miasta Jalapa, oraz około 60 km od granicy z Hondurasem. Miasto leży w śródgórskiej dolinie, na wysokości 961 m n.p.m., w górach Sierra Madre de Chiapas. Według danych szacunkowych w 2012 roku liczba ludności miasta wyniosła 11 385 mieszkańców.

## Gmina Monjas
Jest siedzibą władz gminy o tej samej nazwie, która w 2012 roku liczyła 24 740 mieszkańców. Gmina jak na warunki Gwatemali jest nieduża, a jej powierzchnia obejmuje 256 km². Na terenie gminy znajduje się jezioro kraterowe Laguna del Hoyo.